# Ejército federal (Confederación Germánica)
El ejército de la Confederación Germánica (en alemán: Bundesheer) era una fuerza militar alemana constituida por soldados de los diferentes Estados miembros de la Confederación Germánica, cuyo objetivo principal era la defensa de sus miembros contra enemigos exteriores. Concretamente, estaba dirigida contra Francia que en el pasado había invadido en repetidas ocasiones el antiguo Sacro Imperio Romano Germánico. Rusia también era una amenaza, por sus posturas paneslavistas que ponían en peligro el dominio austríaco sobre ciertas naciones eslavas de su imperio. Las leyes fundacionales de este ejército no previeron el caso de guerra entre Estados miembros, como en la guerra de los ducados, donde el rey de Dinamarca era igualmente miembro de la confederación por su título de Duque de Holstein. La guerra austro-prusiana de 1866, presenció el enfrentamiento de dos Estados miembros por el dominio sobre la confederación. La derrota austríaca llevó a la disolución del ejército federal.

## Composición
En 1835, el ejército de la Confederación Germánica constaba de 303.484 hombres provenientes de los siguientes estados:
| Estados                           | Cuerpo de ejército                                       | Total  | Cazadores  | Infantería | Caballería | Artillería | Ingenieros | Cañones |
| --------------------------------- | -------------------------------------------------------- | ------ | ---------- | ---------- | ---------- | ---------- | ---------- | ------- |
| Imperio Austriaco                 | I.,II.,III. Armeekorps                                   | 94.826 | 3.675      | 69.826     | 13.546     | 6.827      | 948        | 192     |
| Reino de Prusia                   | IV.,V.,VI. Armeekorps                                    | 79.234 | 3.071      | 58.347     | 11.319     | 5.705      | 792        | 160     |
| Reino de Baviera                  | VII. Armeekorps                                          | 35.600 | 1.380      | 26.215     | 5.068      | 2.563      | 356        | 72      |
| Reino de Württemberg              | VIII. Armeekorps (parte de él)                           | 13.955 |            | 10.826     | 1.994      | 1.145      |            | 18      |
| Gran Ducado de Baden              | VIII. Armeekorps (parte de él)                           | 10.000 |            | 7.751      | 1.429      | 820        |            | 20      |
| Gran Ducado de Hesse              | VIII. Armeekorps (parte de él)                           | 6.195  |            | 4.820      | 885        | 508        |            | 12      |
| Reino de Sajonia                  | IX. Armeekorps (parte del)                               | 31.679 | 1.168      | 23.369     | 4.308      | 2.473      | 301        | 60      |
| Electorado de Hesse-Kassel        | IX. Armeekorps (parte de él)                             | 5.679  |            | 4.402      | 812        | 466        |            | 10      |
| Ducado de Nassau                  | IX. Armeekorps (parte de él)                             | 4.039  |            | 3.721      |            | 318        |            | 8       |
| Luxemburgo                        | Protección de la fortaleza de Luxemburgo                 | 2.556  |            | 1.981      | 365        | 210        |            | 4       |
| Reino de Hannover                 | X. Armeekorps (parte de él)                              | 13.054 |            | 10.118     | 1.865      | 1.071      | 217        | 26      |
| Ducado de Sajonia-Lauenburg       | X. Armeekorps (parte del)                                | 3.600  | 1 Batallón | 2.791      | 514        | 295        | 1 Compañía | 6       |
| Ducado de Brunswick               | X. Armeekorps (parte de él)                              | 2.096  |            | 1.625      | 299        | 172        |            | 4       |
| Mecklenburg-Schwerin              | X. Armeekorps (parte de él)                              | 3.580  |            | 2.775      | 511        | 294        |            | 6       |
| Mecklenburg-Strelitz              | X. Armeekorps (parte de él)                              | 718    |            | 588        | 71         | 59         |            |         |
| Gran Ducado de Oldenburg          | X. Armeekorps (parte de él)                              | 2.800  |            | 2.621      |            | 179        |            | 4       |
| Lübeck, Bremen, Hamburgo          | X. Armeekorps (parte de él)                              | 2.190  |            | 1.699      | 312        | 179        |            | 4       |
| Ducado de Sajonia-Altenburgo      | 1.º batallón de la división de reserva                   | 982    |            | 982        |            |            |            |         |
| Ducado de Sajonia-Coburgo-Gotha   | 2 batallón de la división de reserva                     | 1.366  |            | 1.366      |            |            |            |         |
| Ducado de Sajonia-Meiningen       | 3. batallón de la división de reserva                    | 1.150  |            | 1.150      |            |            |            |         |
| Ducado de Sajonia-Weimar          | 4° + 5° Btl. división de reserva                         | 2.010  | 300        | 1.710      |            |            |            |         |
| Anhalt-Dessau                     | 6° + 7° batallón de la división de reserva (parte de él) | 529    |            | 529        |            |            |            |         |
| Anhalt-Köthen                     | 6° + 7° batallón de la división de reserva (parte de él) | 325    |            | 325        |            |            |            |         |
| Anhalt-Bernburg                   | 6° + 7° batallón de la división de reserva (parte de él) | 370    |            | 370        |            |            |            |         |
| Hesse-Homburg                     | 6° + 7° batallón de la división de reserva (parte de él) | 200    | 200        |            |            |            |            |         |
| Schwarzburgo-Rudolstadt           | 10. Btl. de la división de reserva (parte de él)         | 539    |            | 539        |            |            |            |         |
| Schwarzburgo-Sondershausen        | 10. Btl. de la división de reserva (parte de él)         | 351    |            | 351        |            |            |            |         |
| Hohenzollern-Sigmaringen          | 11. Btl. de la división de reserva (2 Compañías)         | 356    |            | 356        |            |            |            |         |
| Hohenzollern-Hechingen            | 11. Btl. de la división de reserva (1 Compañía)          | 155    |            | 155        |            |            |            |         |
| Liechtenstein                     | 11. Btl. de la división de reserva                       | 55     |            | 55         |            |            |            |         |
| Principado de Reuss (línea menor) | 12. Btl. de la división de reserva. (parte de él)        | 223    |            | 223        |            |            |            |         |
| Principado de Reuss (línea mayor) | 12. Btl. de la división de reserva (parte de él)         | 522    |            | 522        |            |            |            |         |
| Fráncfort del Meno                | Guardia del cuartel general                              | 400    |            | 400        |            |            |            |         |

Hasta 1830, la unidad militar más pequeña era el cuerpo de ejército, pero los 18 estados más pequeños lo consideraban inadecuado. De hecho, la falta de entrenamiento táctico común y las diferencias en el armamento hicieron que las maniobras de tales unidades fueran demasiado engorrosas. En cambio, se crearon divisiones de reserva para fortalecer las guarniciones de los fuertes en caso de conflicto. Los soldados de la ciudad de Frankfurt fueron asignados a la defensa del cuartel general.

## Tratado de formación del ejército
Las discusiones preliminares iniciadas en 1818 con respecto a una constitución militar se concluyeron con éxito con la decisión de la Asamblea Federal del 9 de abril de 1821 sobre los planos generales. Contenían 24 artículos que deberían haber sido válidos hasta 1866:
- La participación de todos los estados en el ejército con un contingente correspondiente predefinido.
- Formación de un contingente en tiempos de paz.
- Formación constante y establecimiento de fuerzas de reserva entrenadas.
- El nombramiento de los comandantes de contingentes en contingentes de los mismos estados. En unidades militares formadas por tropas de diferentes estados, se debe llegar a un acuerdo entre los estados sobre este tema.
- Jurisdicción militar independiente de los países miembros.
- El comandante en jefe debe ser nombrado solo en caso de guerra y es responsable ante el Bundestag.
- Se debe evitar el dominio de un estado sobre los demás.

Las directrices más precisas, divididas en 94 párrafos, son votadas por un pequeño comité (Engeren Rat) el 12 de abril de 1821. Se especifican la organización de las tropas, el armamento, la movilización y la formación de las tropas. Las fortificaciones son tema de un tratado separado el 11 de julio de 1822.
Por uniones personales, ciertos soberanos eran al mismo tiempo la cabeza de un estado de la confederación y de un estado extranjero. Este era, por ejemplo, el caso del rey de Dinamarca que fue al mismo tiempo Duque de Sajonia-Lauenburg y Holstein, o del rey de los Países Bajos que fue Gran Duque de Luxemburgo y Duque de Limburgo y, finalmente, del rey de Inglaterra, quien también ostentó la corona de Hannover (hasta 1837).

## Organización
El ejército consistía en todas las armas disponibles en esa época, infantería (incluidos los cazadores), caballería de todo tipo, artillería e ingenieros. Es dudoso que el ejército haya llegado a plena potencia, especialmente en los contingentes de los estados más pequeños, debido a la falta de fondos. Sólo en Prusia había un servicio militar obligatorio general en ese momento, mientras que en los otros países el sistema de reclutamiento se practicaba en su mayoría con intercambio y sustitución. En algunos ejércitos había incluso mercenarios de pago.

## Uniformes
Pese a la experiencia adquirida en las campañas napoleónicas, los uniformes no cambiaron demasiado desde entonces. Además, los Estados miembros tenían uniformes distintos entre sí.

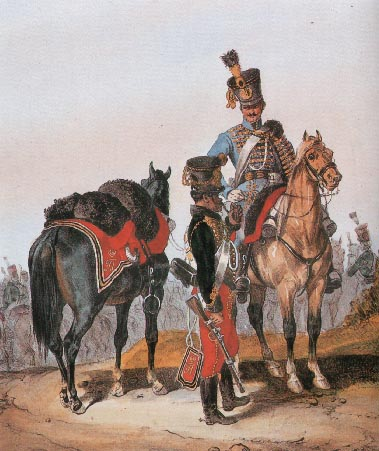
Imperio Austriaco. Húsares
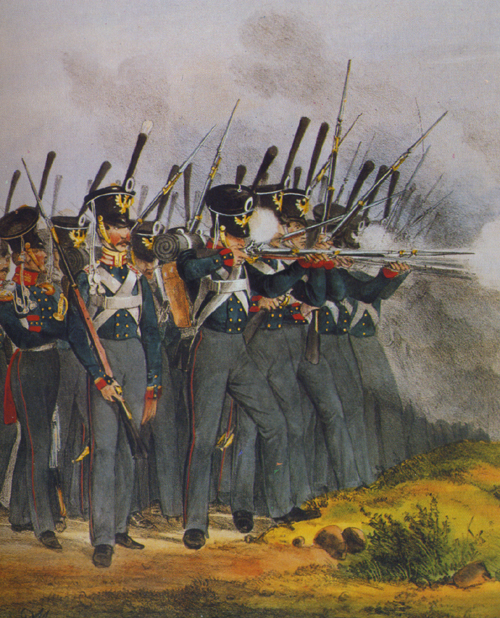
Reino de Prusia. Regimiento de Granaderos de la Guardia
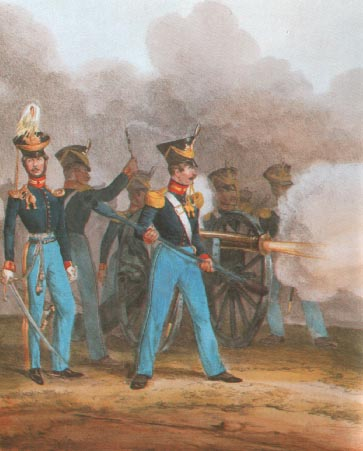
Reino de Hannover. Artillería de campaña
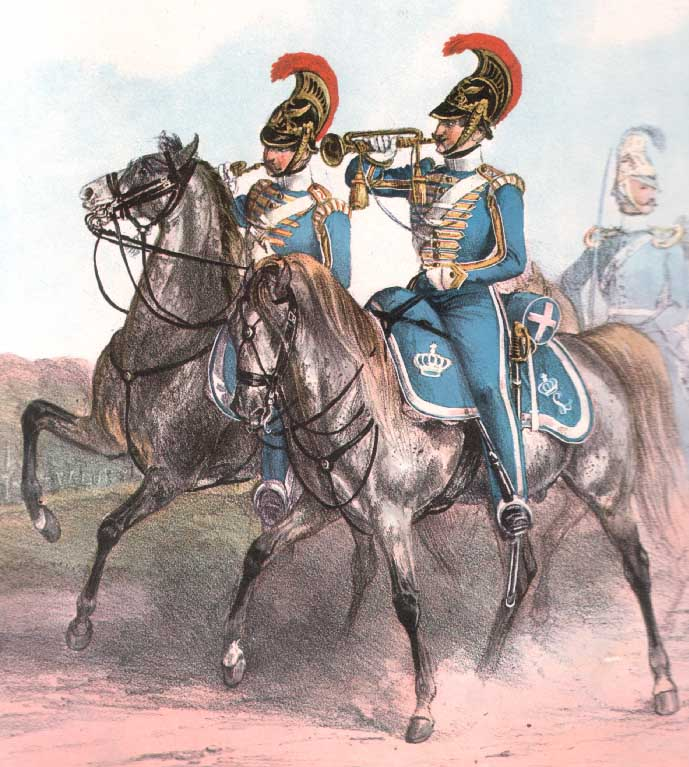
Baden. Dragones
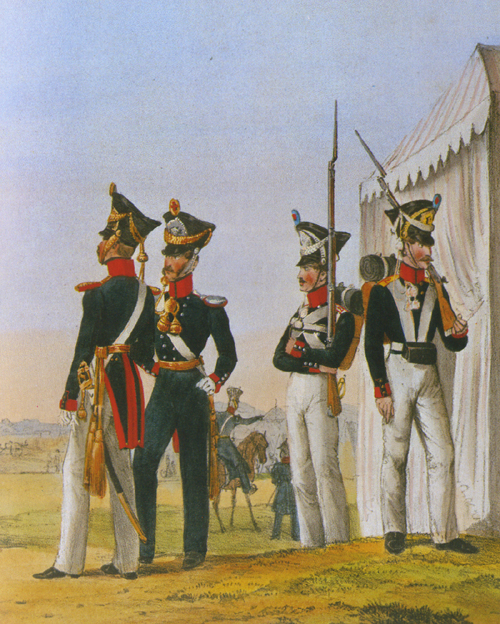
Oldenburg. Infantería
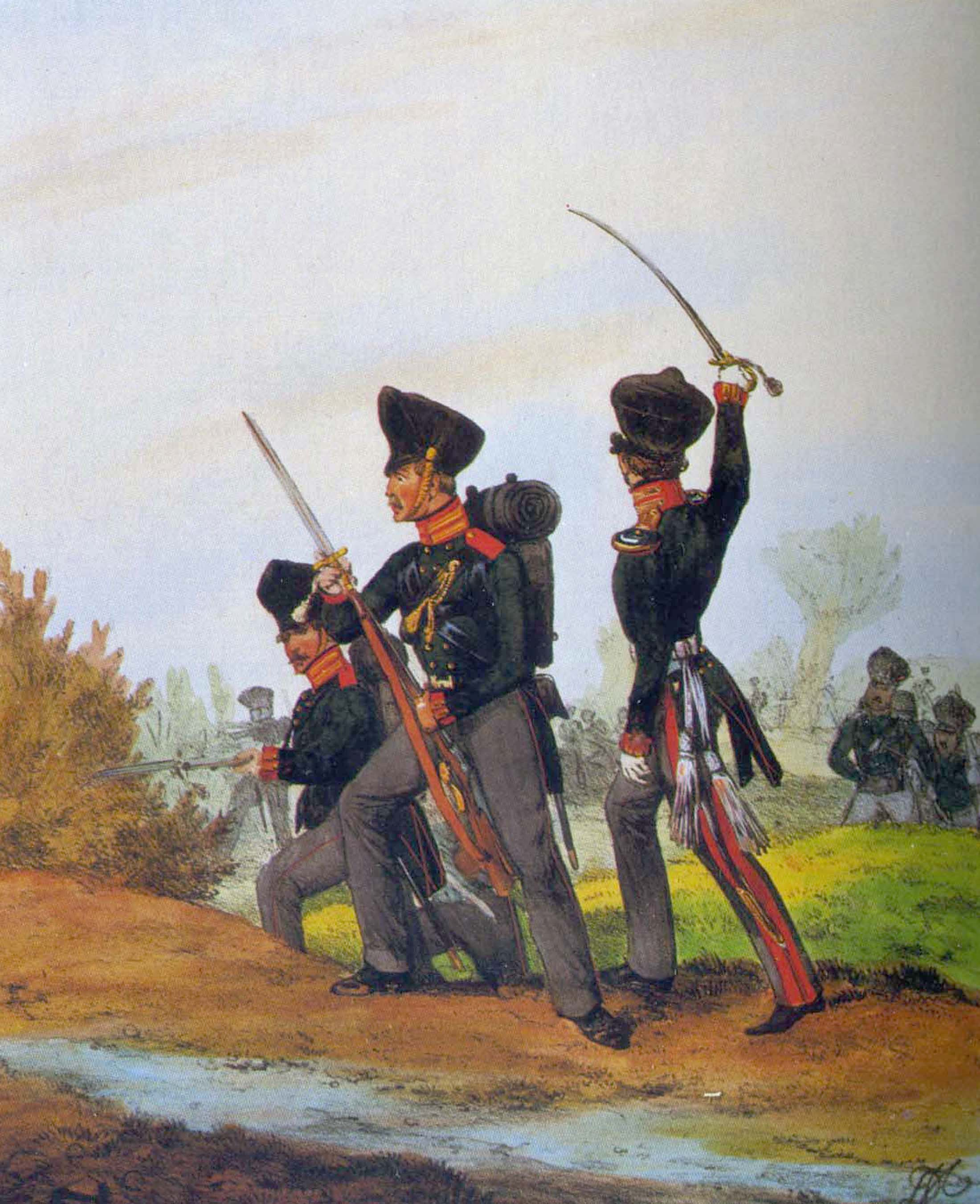
Hesse. Cazadores
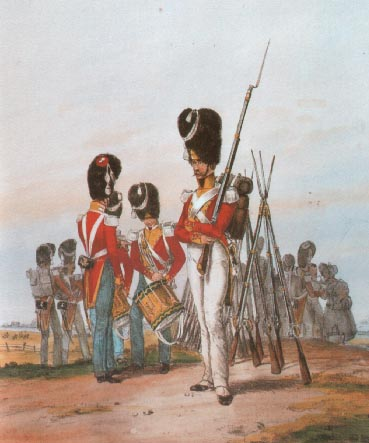
Reino de Sajonia. Guardia Real de Infantería
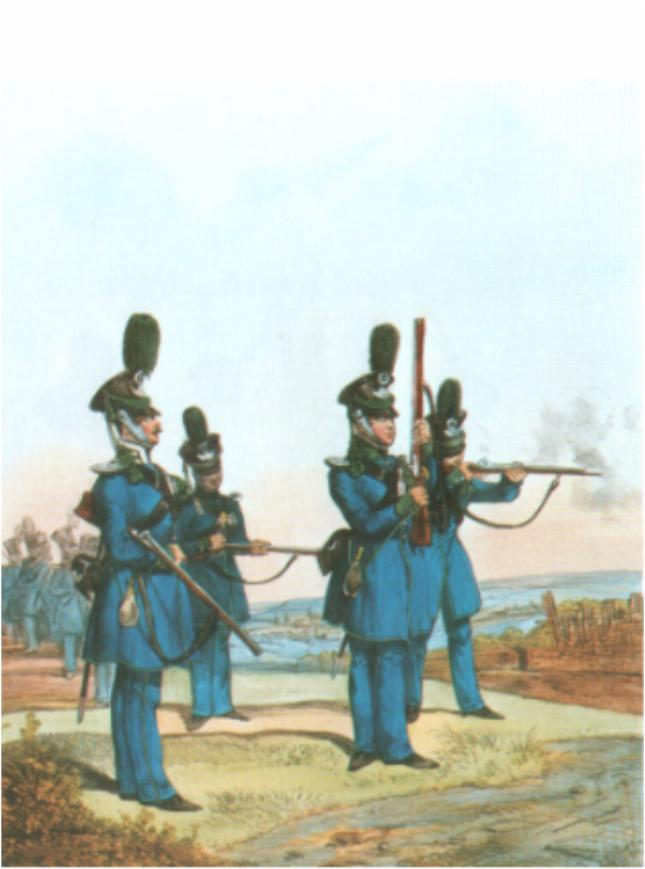
Reino de Baviera. Milicia territorial
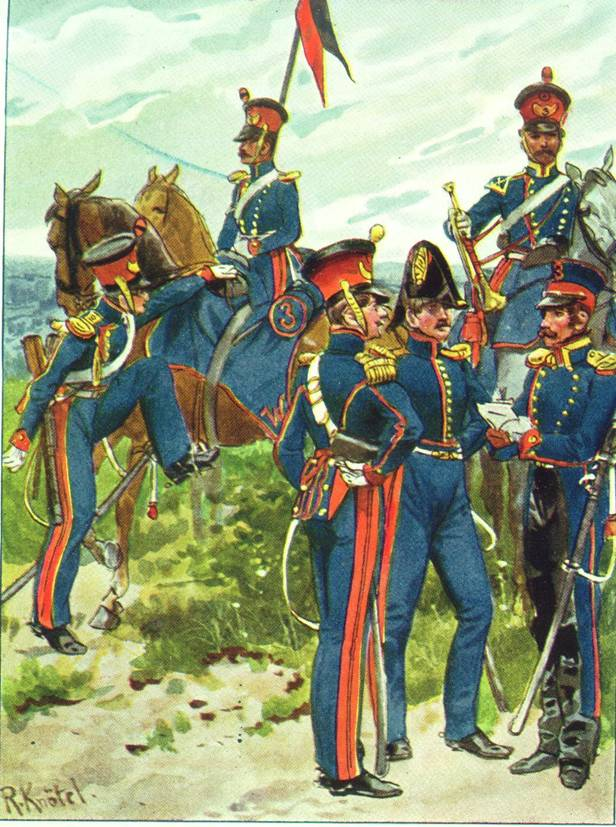
Reino de Württemberg. Ulanos
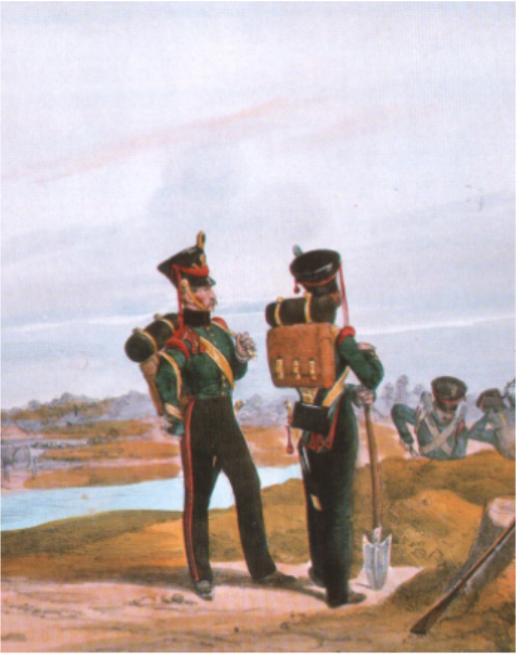
Nassau. Ingenieros
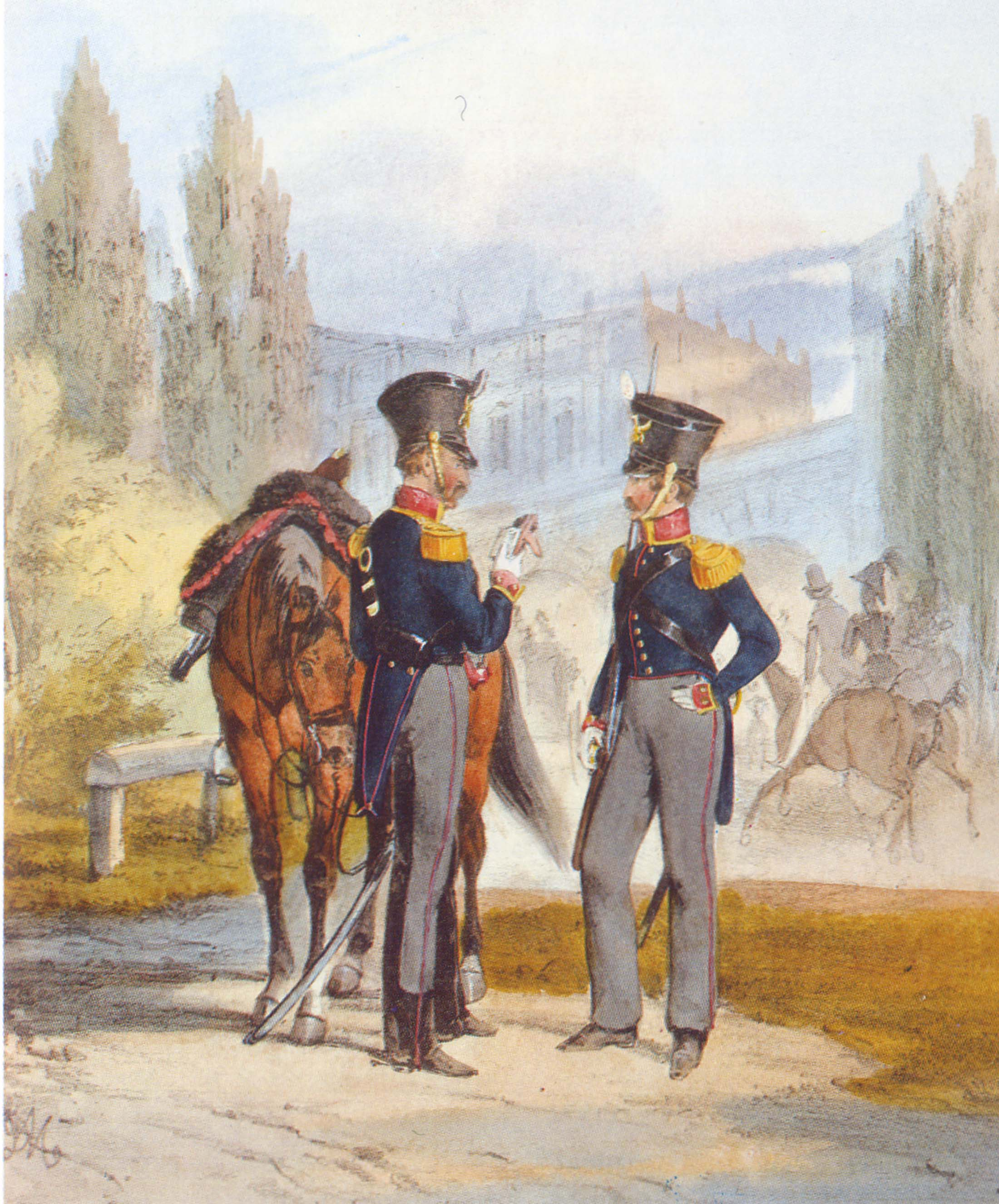
Frankfurt. Gendarmería
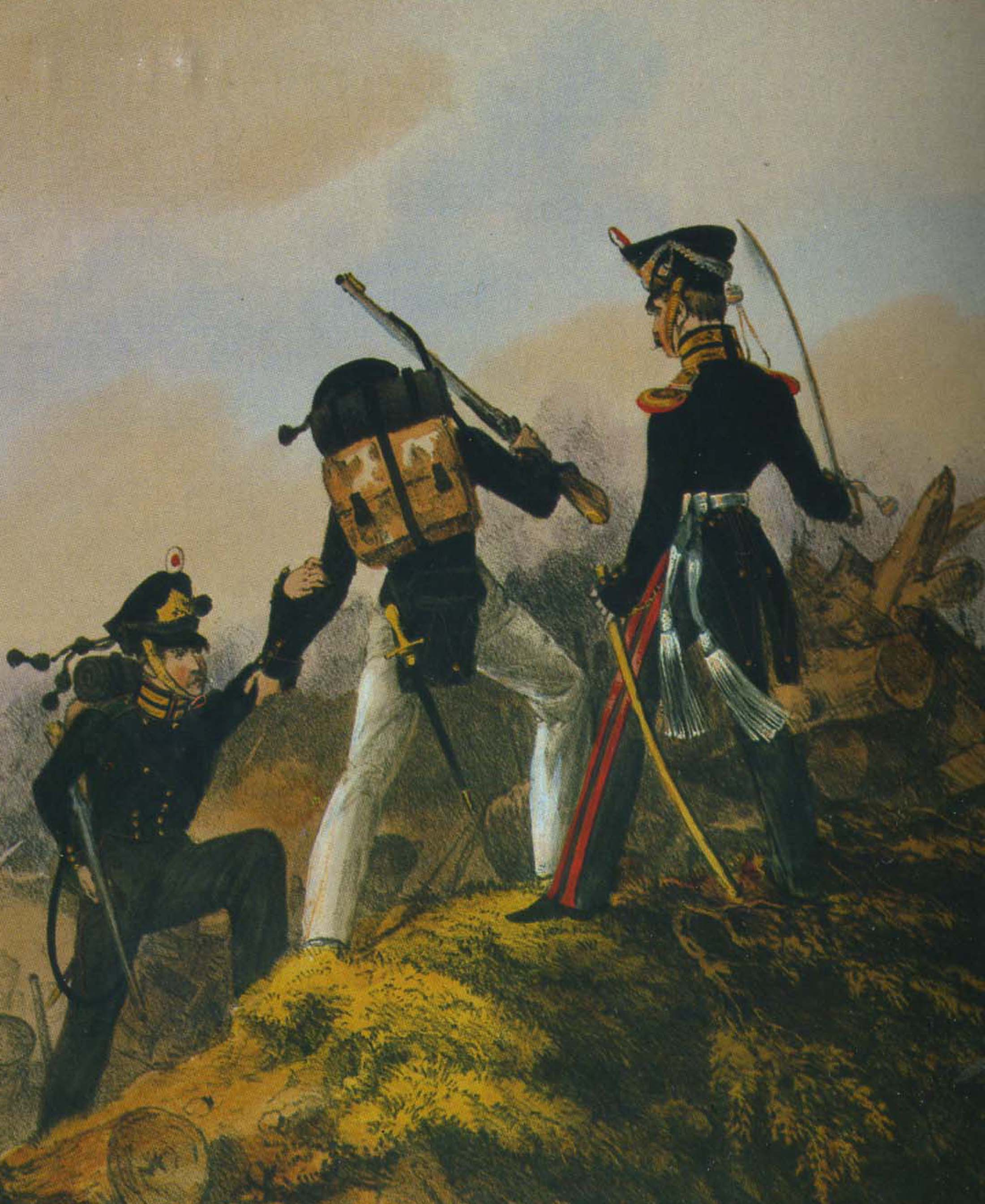
Hamburgo. Tiradores
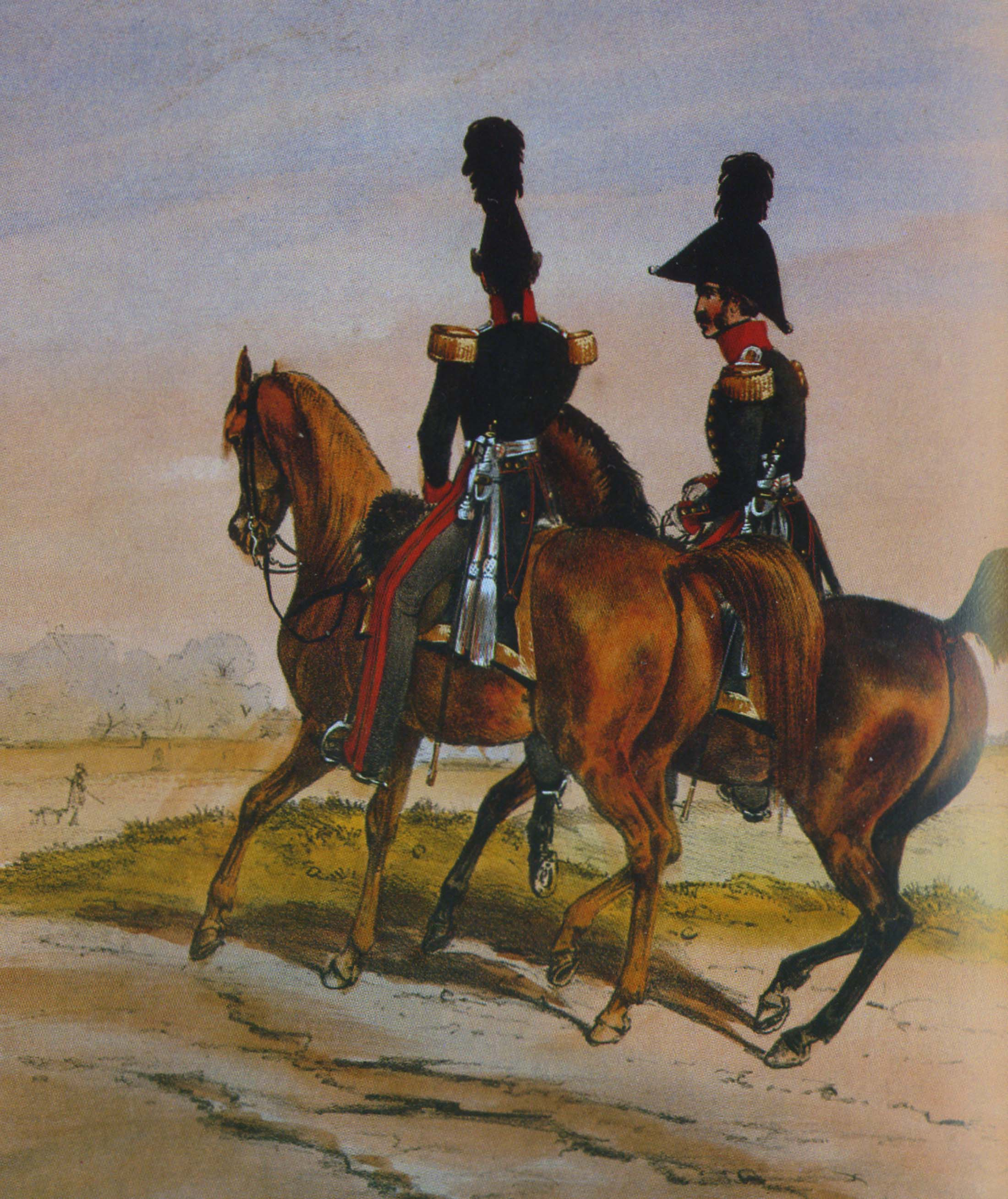
Lübeck y Bremen. Oficiales de personal de infantería
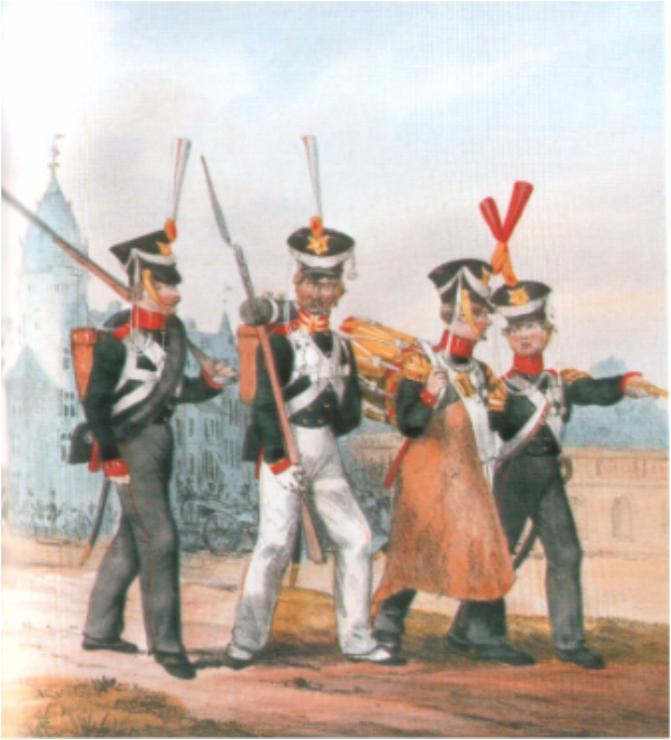
Lippe - Detmold. Fusileros

## Fortificaciones

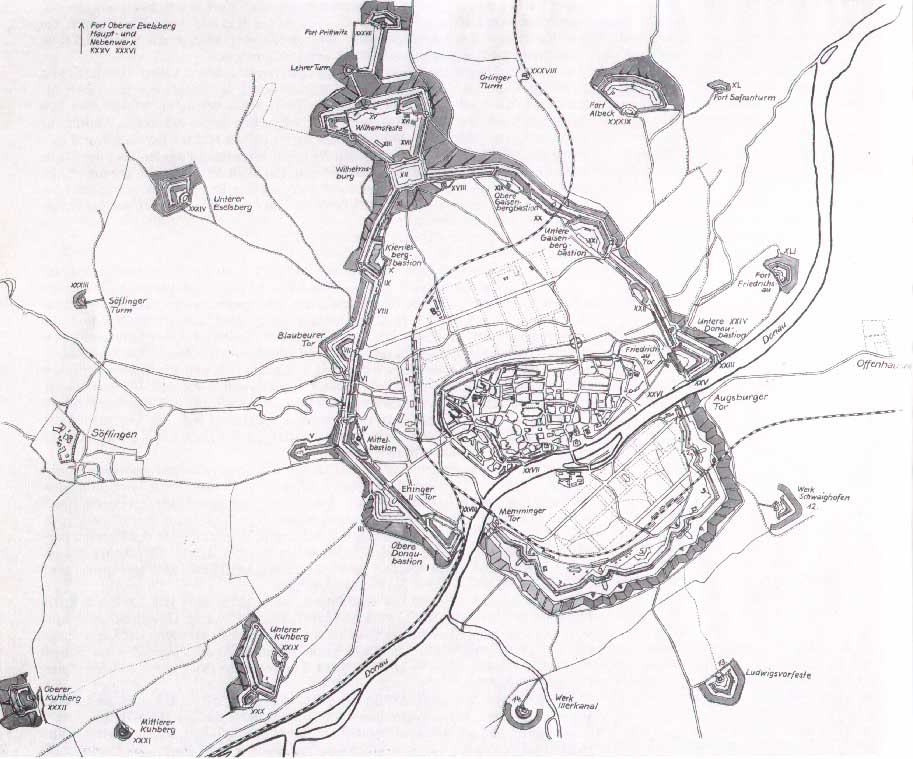
Plan de fortificación de Ulm

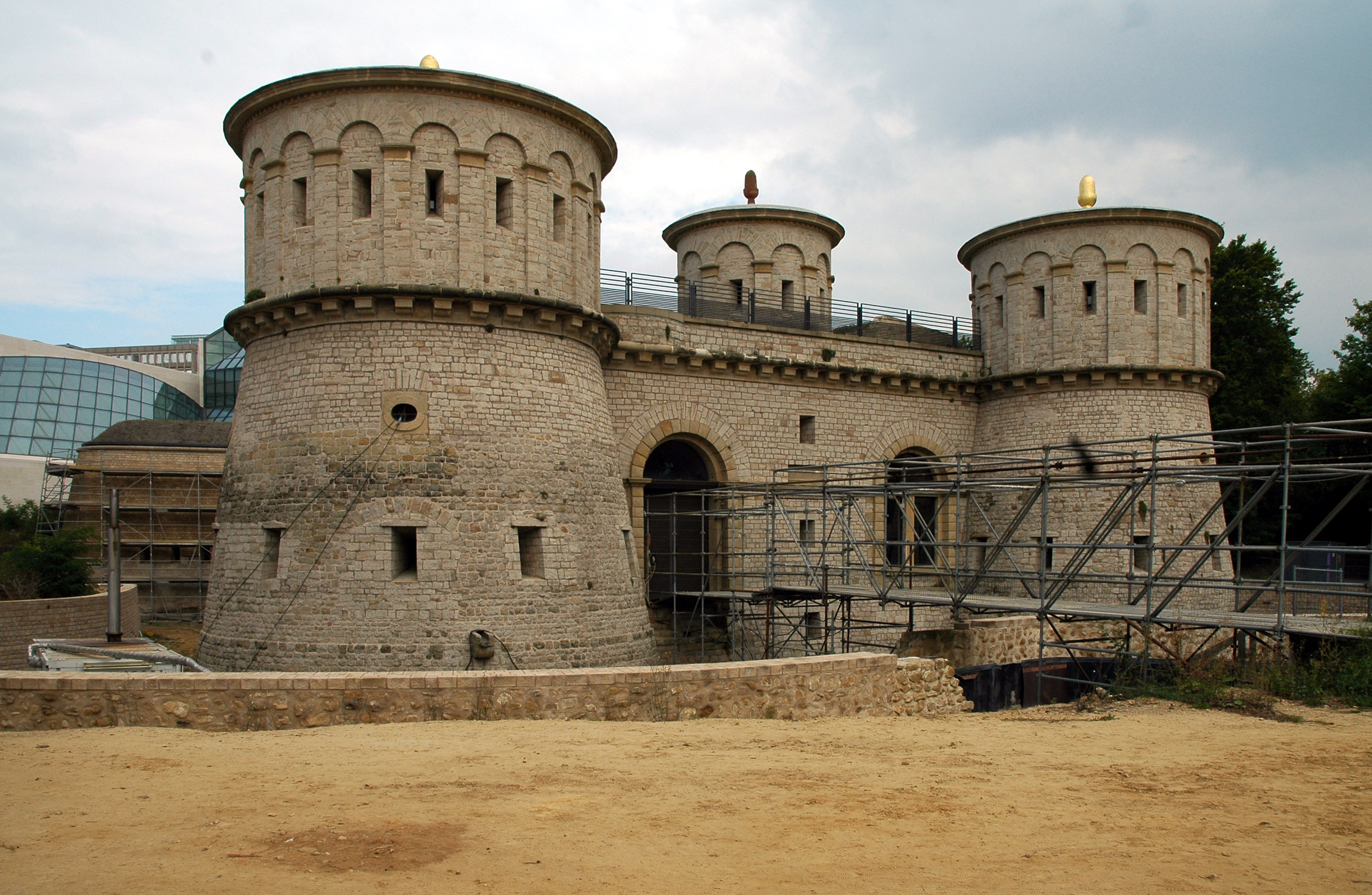
Fort Thüngen parte de la fortaleza de Luxemburgo

Una parte importante del ejército eran sus fortalezas. Ya en 1818, el Comité Militar de la Confederación Alemana en Frankfurt decidió proteger las fronteras mediante la construcción de fortalezas federales. Estas se convirtieron en fortalezas destinadas a la defensa común de los territorios alemanes. Los fondos para esto vinieron de la indemnización de la guerra contra Francia de 1815. Dado que, según la experiencia desde la Guerra de los Treinta Años, se consideraba a Francia como el principal enemigo, las fortalezas de Luxemburgo, Landau, Mainz, Rastatt y Ulm recibieron una atención especial. Además se construyeron  las fortalezas bávaras de Ingolstadt y la fortaleza Germersheim, (esta última había sido construida con fondos federales) así como las fortalezas prusianas Koblenz y Saarlouis. Las fortalezas federales estaban directamente subordinadas a la soberanía militar del gobierno federal y eran administradas por este.

## Conclusión
De manera resumida, se puede decir que el ejército de la confederación germánica fue un fracaso. La derrota de 1866 era previsible: sola una parte de las tropas estuvo movilizada y no todas las tropas movilizadas fueron llevadas al combate o lo fueron a regañadientes. La formación militar era igualmente deficiente y no podían rivalizar con las tropas prusianas muy motivadas y muy coordinadas. Otra razón del fracaso viene de que los príncipes de los pequeños Estados no podían ayudar a sostener este ejército, principalmente para razones presupuestarias y a la jurisdicción militar independiente de los estados.